# Urakaze-Klasse
Die Urakaze-Klasse (japanisch 浦風型駆逐艦 Urakaze-gata kuchikukan) war eine aus zwei Schiffen bestehende Klasse von Zerstörern der Kaiserlich Japanischen Marine aus der Zeit des Ersten Weltkrieges. Der Bauauftrag für beide Einheiten, die in den Jahren zwischen 1913 und 1916 gebaut wurden, wurde am 27. Dezember 1912 ins Ausland an die britische Werft Yarrow Shipbuilders im schottischen Scotstoun vergeben; die Kiellegung des Typschiffes erfolgte am 1. Oktober 1913. Beide Schiffe sahen eine relativ wechselhafte Dienstzeit, wobei eines der Schiffe, die Kawakaze, bereits kurz nach dem Stapellauf beziehungsweise 1915 an Italien verkauft und ab Herbst 1943, nach dem Ausscheiden Italiens aus dem Zweiten Weltkrieg, von der deutschen Kriegsmarine eingesetzt wurde. Beide Schiffe gingen durch Kriegseinwirkungen in den Jahren 1944 und 1945 verloren.     

## Technische Daten
Die Entscheidung, die Bauaufträge für diese beiden Zerstörer ins Ausland zu vergeben, war seitens der japanischen Marine auch vor dem Hintergrund getroffen worden, dass man mit den beiden zuvor gebauten Zerstörern der Umikaze-Klasse – die ersten großen und in Eigenregie zwischen 1909 und 1911 in Japan gebauten Zerstörer von über 1.000 ts Verdrängung –, hinsichtlich des Wartungsaufwandes und wegen eines hohen Treibstoffverbrauchs nicht zufrieden gewesen war. 
Die Einheiten der etwas kleineren Urakaze-Klasse waren maximal 87,61 Meter lang und 8,41 Meter breit. Der Tiefgang lag bei Standardverdrängung bei 2,44 Meter, in voll ausgerüstetem Zustand erreichte er 2,90 Meter. Die Maschinenanlage bestand aus drei ölbefeuerten Yarrow-Kesseln – wobei sich ein maximaler Treibstoffvorrat von 170 Tonnen Öl an Bord befand – und zwei Brown-Curtis-Getriebeturbinen, die über zwei Wellen zwei Schiffsschrauben von jeweils 2,13 Meter Durchmesser antrieben. 
Die Maschinenanlage blieb leicht hinter den Erwartungen zurück; so hätte die Maschinenleistung unter Volllast bei 22.000 WPS liegen sollen, dieser Wert wurde indessen nicht erzielt und bei Testfahrten konnte eine maximale Leistung von 21.815 WPS erreicht werden. Gleichwohl wirkte sich dieses Manko nicht auf die Höchstfahrt aus, da zumindest das Typschiff Urakaze – dessen Höchstgeschwindigkeit gemäß der Planungsvorgaben 28 Knoten (knapp 52 km/h) hätte betragen sollen – bei späteren Tests eine Höchstgeschwindigkeit von 30,26 Knoten (rund 56 km/h) erreichte. (Dieser Wert wird auch im nebenstehenden Informationsblock genutzt.) Bei einer sparsamen Marschfahrt von elf Knoten betrug die Reichweite bei voller Treibstoffbeladung etwa 3.450 Seemeilen, bei 15 Knoten Fahrt konnten immerhin noch 1.800 Seemeilen bewältigt werden. Die Höchstfahrt wurde allerdings in späteren Jahren, besonders bezüglich der Audace beziehungsweise von TA 20, nicht mehr erreicht und dürfte im Zweiten Weltkrieg wegen der zunehmenden Überalterung der Antriebsanlage bei bestenfalls etwa 25 Knoten gelegen haben.  
Ebenso wie die Schiffe selbst im Vereinigten Königreich gebaut wurden, so war auch die anfängliche Bewaffnung britischen Ursprunges. Neben einem 12-cm-Geschütz der Firma Armstrong-Whitworth, führten die Zerstörer vier einzeln lafettierte 7,62-cm-Geschütze, die ebenfalls britischer Provenienz waren. (Japanischerseits wurden diese Geschütze als 8-cm-Kanonen Typ 41 bezeichnet, ihr Kaliber lag aber nur bei 7,62 cm.) Darüber hinaus befanden sich vier Torpedorohre im Kaliber 53,3 cm in zwei auf der Mittschiffslinie stehenden, drehbaren Doppellafetten an Bord, wobei die Urakaze-Klasse die erste japanische Zerstörerklasse war, die dieses Kaliber nutzte. 
Besonders bei dem an Italien verkauften Schiff wurde die Bewaffnung stark modifiziert, einerseits durch die Italiener, aber auch später durch die Deutschen. Details hierzu finden sich im Artikel zur Audace. 

## Liste der Schiffe
| Bau-Nr. | Name            | Bauwerft                       | Kiellegung      | Stapellauf         | Indienststellung   | Verbleib |
| ------- | --------------- | ------------------------------ | --------------- | ------------------ | ------------------ | --- |
| 1348    | Urakaze (浦風)  | Yarrow Shipbuilders, Scotstoun | 1. Oktober 1913 | 16. Februar 1915   | 14. September 1915 | Zunächst als Zerstörer Nr. 35 in Bau gegeben. Noch im Herbst 1915 via Gibraltar, Aden und Singapur nach Japan überführt. Bis Kriegsende 1918 der 16. Zerstörerdivision zugeteilt. Ab 1926 Teil der 1. Flotte, ab 1933 der 3. Flotte zugeteilt. Patrouillen auf dem Jangtsekiang in den Jahren 1935 und 1936. Ab April 1936 als Geleitschiff Nr. 18 reklassifiziert. Ab 1940 Schulschiff, teils für Geleitaufgaben im Zweiten Weltkrieg genutzt. Im Juli 1945 nach US-Bombentreffern vor Yokosuka gesunken. Wrack 1948 gehoben und bei Shinto Iron Works verschrottet. |
| 1349    | Kawakaze (江風) | Yarrow Shipbuilders, Scotstoun | 1. Oktober 1913 | 27. September 1915 | 23. Dezember 1916  | Als Zerstörer Nr. 36 in Bau gegeben. Im Oktober 1915 an Italien verkauft. Neuer Name Audace. Ab 1929 als Torpedoboot klassifiziert. Einsätze unter anderem im Spanischen Bürgerkrieg und später im Zweiten Weltkrieg, zumeist Sicherungsaufgaben. Nach dem Ausscheiden Italiens aus dem Krieg am 12. September 1943 von der Wehrmacht in Venedig erbeutet, Einsatz als Torpedoboot TA 20 unter deutsche Flagge. Am 1. November 1944 in der nördlichen Adria, nahe der Insel Lošinj, von britischen Geleitzerstörern versenkt.                                         |